# Па-ан-Артуа (кантон)

Кантон Па-ан-Артуа в составе округа

Па-ан-Артуа (фр. Pas-en-Artois) — упраздненный кантон во Франции, регион Нор-Па-де-Кале, департамент Па-де-Кале. Входил в состав округа Аррас.
В состав кантона входили коммуны (население по данным Национального института статистики Архивная копия от 17 декабря 2011 на Wayback Machine за 2008 г.):
- Аллуа (232 чел.)
- Амплие (299 чел.)
- Аннекам (187 чел.)
- Бьянвиллер-о-Буа (608 чел.)
- Варленкур-ле-Па (146 чел.)
- Годьямпре (174 чел.)
- Гоммекур (112 чел.)
- Гренкур-ле-Па (42 чел.)
- Куен (120 чел.)
- Мондикур (656 чел.)
- Орвиль (358 чел.)
- Па-ан-Артуа (802 чел.)
- Поммера (291 чел.)
- Поммье (241 чел.)
- Пюизье (628 чел.)
- Сайи-о-Буа (276 чел.)
- Сартон (174 чел.)
- Сент-Аман (149 чел.)
- Суастр (353 чел.)
- Тьевр (120 чел.)
- Фамешон (124 чел.)
- Фонкевиллер (474 чел.)
- Эбютерн (559 чел.)
- Эмберкам (229 чел.)
- Эню (164 чел.)

## Экономика
Структура занятости населения:
- сельское хозяйство — 18,1 %
- промышленность — 13,6 %
- строительство — 5,1 %
- торговля, транспорт и сфера услуг — 32,1 %
- государственные и муниципальные службы — 31,1 %

## Политика
На президентских выборах 2012 г. жители кантона отдали Николя Саркози в 1-м туре 26,8 % голосов против 26,7 % у Франсуа Олланда и 26,4 % у Марин Ле Пен, во 2-м туре в кантоне победил Саркози, получивший 50,6 % голосов (2007 г. 1 тур: Саркози — 28,9 %, Сеголен Руаяль — 22,6 %; 2 тур: Саркози — 53,7 %). На выборах в Национальное собрание в 2012 г. по 1-му избирательному округу департамента Па-де-Кале они поддержали кандидата левых сил, члена Социалистической партии Жана-Жака Коттеля, набравшего 35,3 % в 1-м туре и 50,9 % во 2 туре. (2007 г. Филипп Рапено (СНД): 1 тур — 38,0 %, 2 тур — 52,0 %). На региональных выборах 2010 года в 1-м туре победил список социалистов, собравший 28,5 % голосов против 23,8 % у Национального фронта и 17,5 % у списка «правых». Во 2-м туре единый «левый список» с участием социалистов, коммунистов и «зелёных» во главе с Президентом регионального совета Нор-Па-де-Кале Даниэлем Першероном получил 44,6 % голосов, «правый» список во главе с сенатором Валери Летар с 27,8 % занял второе место, а Национальный фронт Марин Ле Пен с 27,6 % финишировал третьим.
|  | Кандидат    | Партия                  | % голосов |
|  | ----------- | ----------------------- | --------- |
|  | Эрнест Ошар | Правые партии           | 62,87     |
|  | Элен Машар  | Социалистическая партия | 37,13     |